# Szakály
Szakály es un pueblo ubicado en el distrito de Tamási, en el condado de Tolna, Hungría.

## Superficie
Posee una superficie de 41,02 kilómetros cuadrados.

## Demografía
Hasta 2019 la población era de 1305 habitantes, con una densidad de población de 31,81 habitantes por kilómetro cuadrado.